# Władimir Diegtiarienko
Władimir Nikołajewicz Diegtiarienko (ros. Владимир Николаевич Дегтяренко; ur. 5 kwietnia 1982 w Łutuhynem) – ukraiński polityk, inżynier, samorządowiec i separatysta, przewodniczący parlamentu nieuznawanej międzynarodowo Ługańskiej Republiki Ludowej od 1 kwietnia 2016 do 21 grudnia 2017.
W 1999 ukończył szkołę średnią w Łutuhynem, w 2004 inżynierię przemysłową i cywilną na Donbaskim Państwowym Uniwersytecie Technicznym. W 2011 ukończył podyplomowe studia z zarządzania inwestycjami. Pracował w branżach budowlanej, handlowej i administracji.
W 2014 poparł ruchy separatystyczne w Donbasie. 18 maja 2014 wybrany do Rady Najwyższej Ługańskiej Republiki Ludowej. Pozostał w Ługańsku nawet podczas jego oblężenia w sierpniu tego samego roku. We wrześniu wyjechał do rodzinnego Łutuhyne, gdzie wobec braku przywództwa czasowo objął faktyczną władzę w rejonie łutuhyńskim do 2 listopada 2014, kiedy został ponownie wybrany do parlamentu z listy partii Pokój dla Ługanszczyzny. 1 kwietnia 2016 wybrany nowym przewodniczącym izby. Pozostał na stanowisku po puczu z listopada 2017, w którym poparł nowego p.o. prezydenta Leonida Pasiecznika. Utracił jednak stanowisko z dniem 21 grudnia 2017.
Żonaty, ma córkę i syna.